# Праскорсано
Праскорсано (итал. Prascorsano) — коммуна в Италии, располагается в регионе Пьемонт, в провинции Турин.
Население составляет 755 человек (2008 г.), плотность населения составляет 126 чел./км². Занимает площадь 6 км². Почтовый индекс — 10080. Телефонный код — 0124.
Покровителем коммуны почитается святой апостол Андрей Первозванный, празднование 30 ноября.

## Демография
Динамика населения:

## Администрация коммуны
- Официальный сайт: https://web.archive.org/web/20100519131458/http://www.comuneprascorsano.it/